# Muskelcell

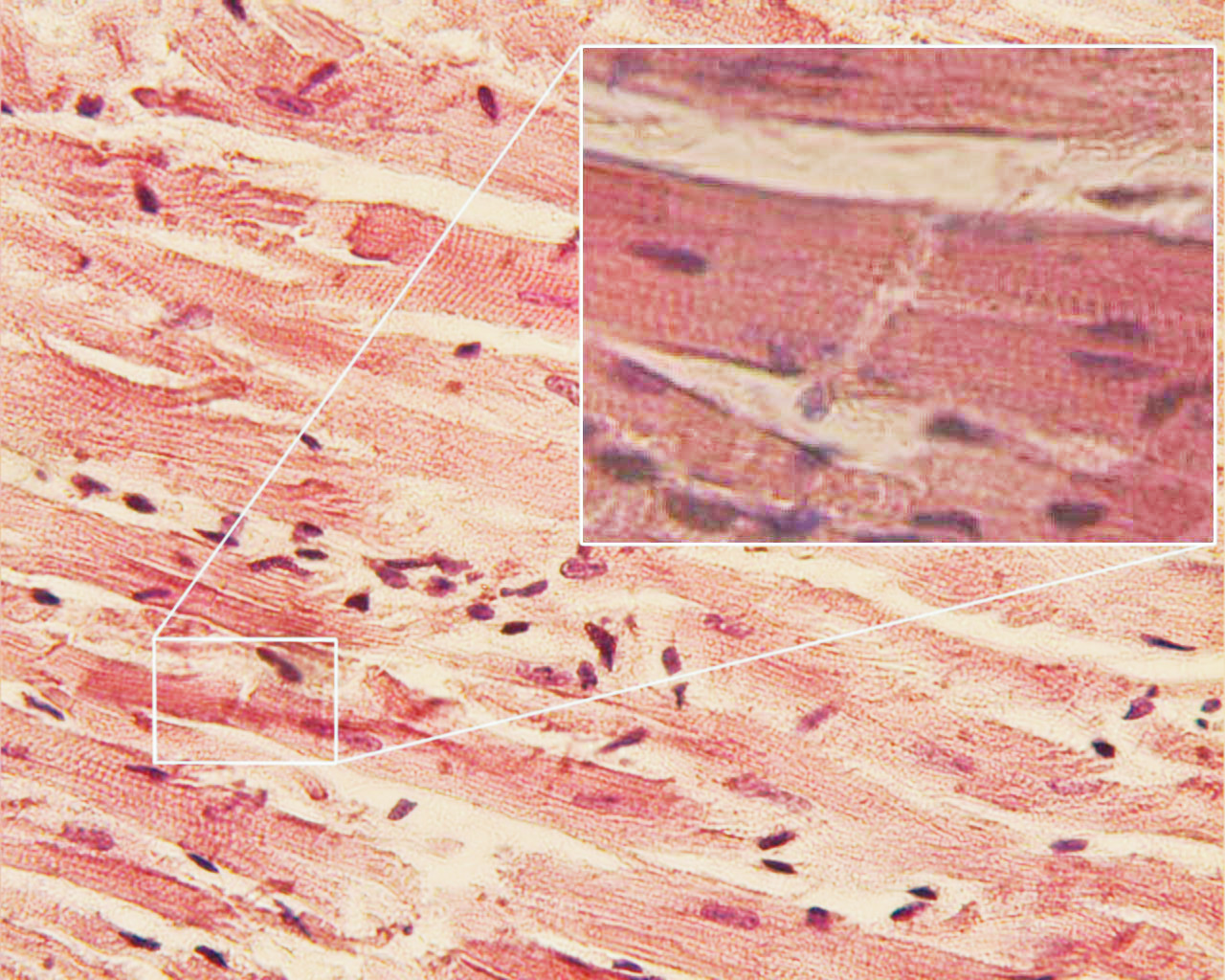
Hjärtmuskelceller i mikroskop. De mörka prickarna är cellkärnorna.

Muskelcellen eller myocyten är den celltyp som skelettmuskler, hjärtmuskler och den glatta muskulaturen delvis består av. 
Varje muskelcell utgör en muskelfiber, som innehåller myofibriller, som i sin tur innehåller långa kedjor av sarkomerer vilket är den enhet i cellen som gör så cellen kan dra ihop sig vilket är själva förutsättningen för muskelarbete. 
Muskelceller bildas ur myoblaster.

## Olika muskelceller
Det finns tre olika sorters muskelceller, som delar många drag men även till stor del är olika:
|                                       | Skelettmuskelceller                        | Hjärtmuskelceller                                              | Glatta muskelceller                    |
| ------------------------------------- | ------------------------------------------ | -------------------------------------------------------------- | -------------------------------------- |
| Plats                                 | Skelettmuskulatur                          | Hjärtats muskulatur                                            | Kärlväggar, mag-tarmkanalen, iris      |
| Cellform                              | Långa cylindrar                            | Korta grenade cylindrar                                        | Avlånga spolar                         |
| Cellängd                              | 100 µm – 30 cm                             | 50–100 µm                                                      | 30–200 µm                              |
| Strierade                             | Ja                                         | Ja                                                             | Nej                                    |
| Cellkärnor                            | Flera, intill sarkolemmat                  | En cellkärna nära mitten av cellen                             | En cellkärna, nära mitten av cellen    |
| Relaterad bindvväv                    | Endomysium, perimysium, epimysium          | Endomysium                                                     | Endomysium                             |
| Sarkoplasmatiskt retikulum (SR)       | Har gott om SR                             | Har en del SR                                                  | Har väldigt lite SR                    |
| Gap Junctions/ glansstrimmor (GJ)     | Har inga                                   | Har GJ                                                         | GJ sällsynt                            |
| Reparationsförmåga                    | Begränsad, framförallt bildning av fibros. | Begränsad, framförallt bildning av fibros.                     | Relativt god regenerations- förmåga    |
| Ca2+-källa                            | Sarkoplasmatiska retikulum                 | Sarkoplasmatiska retikulum och extracellulära koncentrationer. | Främst extracellulära koncentrationer. |
| Innervering och kontroll              | Somatiska motorfibrer frivilligt styrda)   | Autonoma fibrer (retledningssystemet                           | Autonoma fibrer                        |
| Kräver nervstimulans för kontraktion? | Ja                                         | Nej                                                            | Nej                                    |